# Dufourea virgata
Dufourea virgata är en biart som först beskrevs av Cockerell 1898.  Dufourea virgata ingår i släktet solbin, och familjen vägbin. Inga underarter finns listade i Catalogue of Life.